# Видензаль
Видензаль (нем. Wiedensahl) — община в Германии, в земле Нижняя Саксония.
Входит в состав района Шаумбург. Подчиняется управлению Нидернвёрен. Население составляет 1067 человек (на 31 декабря 2010 года). Занимает площадь 11,7 км².
| Год  | Население |
| ---- | --------- |
| 1990 | 961       |
| 1995 | 1014      |
| 2000 | 1041      |
| 2005 | 1066      |
| 2010 | 1079      |